# Вандербильт, Уильям Генри III
Уильям Генри Вандербильт III (англ. William Henry Vanderbilt III; 1901—1981) — американский бизнесмен и политик, губернатор штата Род-Айленд в 1939—1941 годах, представитель семейства Вандербильтов.

## Биография
Родился 24 ноября 1901 года в Нью-Йорке в семье Альфреда Гвинна Вандербильта I и его жены Эллен Френч. В 1915 году его отец погиб во время потопления гибели лайнера «Лузитания» в ходе Первой мировой войны.
Уильям получил образование в школе Святого Георгия в Мидлтауне, штат Род-Айленд, и в школе ранчо Меса в Месе, штат Аризона. Затем продолжил образование в Принстонском университете, но бросил учёбу на первом курсе. В 1940 году Уильям Генри Вандербильт получил почетную степень LL.D. в Бейтс-колледже.
В марте 1917 года Вандербильт был назначен мичманом в Резерв береговой обороны Военно-морских сил США, став одним из самых молодых американцев, участвовавших в этой войне. Затем служил на канонерской лодке USS Vesuvius, на Военно-морском центре Naval Undersea Warfare Center, был помощником по информации Второго военно-морского округа в Норфолке, Вирджиния, и в Нью-Лондоне, Коннектикут, а также членом экипажа недавно введенного в строй эсминца USS Evans. Во время службы на этом эсминце участвовал в походе в Европу с июня по август 1919 года. Вскоре после окончания похода был уволен из военно-морского флота, ещё не достигнув своего 18-летия.
Когда в 1922 году Уильям Вандербильт достиг возраста тогдашнего совершеннолетия, он унаследовал трастовый фонд в размере 5 миллионов долларов, а также ферму Окленд (Oakland Farm) в Портсмуте, штат Род-Айленд. Это место было его постоянным местом жительства до конца Второй мировой войны.
В 1925 году Вандербильт основал автобусную компанию The Short Line, которая перевозила пассажиров между Ньюпортом и Провиденсом. В течение нескольких лет он расширил бизнес, чтобы обслуживать точки по всей Новой Англии и штату Нью-Йорку. Впоследствии компания Short Line была куплена Джорджем Сейджем в 1955 году и в 1970 году была переименована в Bonanza Bus Lines. В конечном итоге Bonanza в 1998 году объединилась с автобусной компанией Coach USA и была продана компании Peter Pan Bus Lines в 2003 году.
Будучи членом Республиканской партии, в 1928 году он был делегатом Республиканского национального собрания от Род-Айленда и в том же году избран в Сенат штата Род-Айленд. Вандербильт проработал в Сенате штата шесть лет (1929—1935), а затем взял отпуск, чтобы побыть со своей больной женой Энн Гордон Колби. После её выздоровления он вернулся в политическую жизнь и успешно баллотировался на пост губернатора Род-Айленда в 1938 году, отбыв один двухлетний срок с января 1939 по январь 1941 года. В мае 1941 года Вандербильт, офицер военно-морского резерва, был призван на действительную военную службу и в звании лейтенанта-коммандера был направлен в Зону Панамского канала. 15 августа 1942 года был повышен в звании и назначен исполнительным директором отдела специальных операций Управления стратегических служб под командованием генерала Уильяма Донована. В мае 1944 года он был назначен в штаб адмирала Честера Нимица, главнокомандующего Тихоокеанским флотом, в Перл-Харбор, Гавайи. В конце войны Вандербильт был повышен до звания капитана.
После увольнения из военно-морского флота Уильям Генри Вандербильт покинул Род-Айленд и удалился на ферму в Южном Уильямстауне, штат Массачусетс. Его ферма Окленд в Портсмуте была продана и разделена на жилые участки к концу 1940-х годов.
Вандербильт умер от рака 14 апреля 1981 года. Был похоронен на кладбище Southlawn Cemetery в Уильямстауне (штат Массачусетс). Один из немногих потомков Вандербильта, который не был похоронен в семейном мавзолее Вандербильтов в Нью-Дорпе на Статен-Айленде (штат Нью-Йорк).
Имел награды за участие в Первой и Второй мировых войнах.

## Личная жизнь
Уильям Генри Вандербильт женился 1 ноября 1923 года в Грейс-Черч, Нью-Йорк, на Эмили О’Нил Дэвис (1903—1935), внучке Дэниела О'Нила, владельца газеты Pittsburgh Dispatch. В 1925 году у них родилась дочь: Эмили Вандербильт. Развелись они в июне 1928 года.
27 декабря 1929 года Вандербильт женился во второй раз на Энн Гордон Колби (1909—1974) из Уэст-Оринджа, штат Нью-Джерси. У них было трое детей: Энн Вандербильт (1931—2014), Элси Вандербильт (род. 1933) и Уильям Вандербильт IV (род. 1945).
Этот брак также закончился разводом в 1969 году, и в следующем году Вандербильт снова женился на Хелен Каммингс Кук (1918—1997), которая ранее была замужем за Джоном Куком, основателем компании Warren Cable Co.